# Коржакова, Вероника Евгеньевна
Вероника Евгеньевна Коржакова (род. 9 июня 2003, Челябинск) — российская хоккеистка, нападающий. Участница зимних Олимпийских игр 2022 года.

## Биография
Вероника Коржакова родилась 9 июня 2003 года в городе Челябинск.
Играет в хоккей с шайбой на позиции нападающего. Занималась в челябинской хоккейной школе Сергея Макарова. На детском уровне выступала за её команду, а также «Первомайских львов» из Коркино и челябинский «Мечел».
В 2018 году перешла в уфимскую «Агидель». В дебютном сезоне-2018/19 провела 28 матчей в ЖХЛ, набрала 14 (6+8) очков. В сезоне-2019/20 на её счету 33 матча и 18 (10+8) очков, в сезоне-2020/21 — 34 матча и 20 (10+10) очков, в сезоне-2021/22 — 34 матча и 41 (22+19) очко, в сезоне-2022/23 — 42 матча и 46 (18+28) очков, в сезоне-2023/24 — 49 матчей и 61 (33+28) очко, в сезоне-2024/25 — 42 матча и 49 (24+25) очков.
В составе «Агидели» четырежды выигрывала ЖХЛ (2018/19, 2020/21, 2022/23, 2024/25), была серебряным (2019/20) и бронзовым (2023/24) призёром.
В 2020 году в составе женской молодёжной сборной России завоевала бронзу чемпионата мира в Братиславе.
В 2021 году в составе женской сборной России участвовала в чемпионате мира в Альберте, где россиянки заняли 5-е место. Провела 7 матчей, набрала 2 (1+1) очка.
В 2022 году вошла в состав женской сборной России по хоккею с шайбой на зимних Олимпийских играх в Пекине, выступавшей под маркой сборной Олимпийского комитета России и занявшей 5-е место. Играла на позиции нападающего, провела 5 матчей, сделала 1 голевую передачу.